# خالد الهاجری
خالد الهاجری (عربی: خالد بن خليفة الهاجري؛ زادهٔ ۱۰ مارس ۱۹۹۴) بازیکن فوتبال اهل عمان است.
وی همچنین در تیم ملی فوتبال عمان بازی کرده‌است.بزرگترین افتخار وی حضور در جام جهانی اعراب ٢٠٢١ و صعود از مرحله گروهی به سرمربی گری برانکو ایوانکوویچ بوده است. 